# Absolute Dissent
Albums de Killing Joke
Hosannas from the Basements of Hell Down by the River

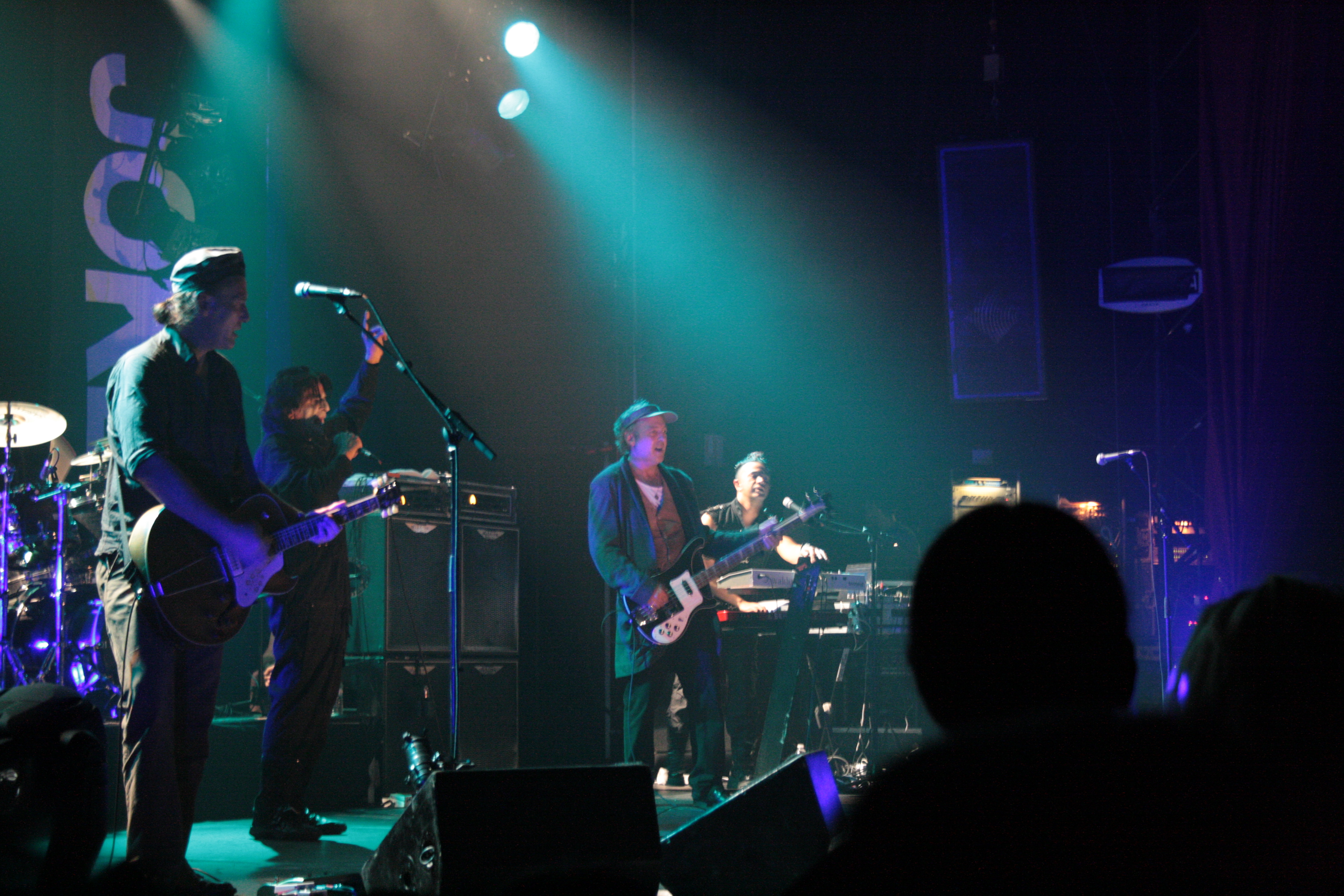
Killing Joke joue au Bataclan lors de la tournée mondiale Absolute Dissent, Paris, 27 septembre 2010.

Absolute Dissent (anciennement XIII : Feast of Fools ou Feast of Fools) est le 13e album studio du groupe Killing Joke, sorti en CD, double CD, vinyle 33 tours, double vinyle 33 t et via diverses plateformes de distribution numériques sur le label Spinefarm Records.
Une édition Deluxe, comprenant deux disques dont l'un composé de reprises de Killing Joke par d'autres groupes de styles variés et intitulé Absolute Respect, sort en même temps,.
La préparation de l'album est annoncée en 2008 et sa sortie commerciale, d'abord prévue dans le courant du mois d'avril 2010, est repoussée plusieurs fois. Finalement, la date de sortie est arrêtée au 4 octobre 2010, au cours de la tournée européenne du groupe, afin de coïncider avec le 30e anniversaire du premier album de Killing Joke.

## Contexte
La particularité de cet album est qu'il réunit la formation originelle du groupe, séparée depuis 1982 : Jaz Coleman au chant, Geordie Walker à la guitare, Paul Fergusson à la batterie et Youth à la basse. Les claviers sont assurés par Reza Udhin qui accompagne le groupe sur scène depuis le milieu des années 2000.
L'idée de reformer le groupe et de composer ensemble un nouvel album prend forme lors des retrouvailles des anciens membres fondateurs à l'occasion des funérailles de Paul Raven, qui a tenu la basse au sein de Killing Joke pendant plusieurs années.
Deux nouveaux morceaux font leur apparition en 2008, au cours de la tournée mondiale de Killing Joke : Timewave - qui est par la suite écarté de la liste des titres de l'album - et Fresh Fever from the Skies, un morceau inspiré par les écrits d'Aleister Crowley. À partir de la fin de l'été 2010, la quasi-totalité des morceaux de l'album est disponible à l'écoute, diffusée sur internet et à la radio.

## Analyse détaillée
Absolute Dissent est d'abord intitulé Feast of Fools, du nom d'un des morceaux composés pour l'occasion. Ce dernier ayant été écarté de la sélection finale, l'album est renommé, en référence à la nouvelle chanson d'ouverture. Voici la liste des morceaux retenus, accompagnée d'une brève analyse de leur sens et style d'après les déclarations de leurs auteurs :
Absolute Dissent
Ce premier morceau, dont le titre signifie « dissidence absolue », évoque le rejet du modèle socio-économique actuel. Les paroles constituent une dénonciation des dérives sécuritaires que perçoit Jaz Coleman, et un appel à la révolte contre toute tentative de contrôle de la population. Le style musical post-punk rappelle quelques-unes des plus anciennes compositions du groupe, comme Pssyche.
The Great Cull
The Great Cull (« la grande sélection », « le grand tri ») évoque la possible application des idées de Thomas Malthus, qui estimait qu'il deviendrait impossible de subvenir aux besoins d'une population mondiale trop importante et qu'il faudrait nécessairement maintenir celle-ci sous le seuil du demi-million de personnes. Jaz Coleman pense que certaines décisions politiques et économiques actuelles visent à éliminer volontairement une partie de la population, par exemple en diminuant la qualité de la nourriture accessible aux classes sociales défavorisées.
Fresh Fever from the Skies
Ce morceau est intitulé d'après un passage du Liber AL vel Legis sub figura CCXX ou Livre de La Loi du mystique Aleister Crowley. Coleman explique pour sa part que le titre, évoquant une « fièvre nouvelle venue des cieux », lui a été inspiré par l'observation d'un OVNI au-dessus du quartier londonien de Ladbroke Grove.
In Excelsis
Le morceau In Excelsis est basé sur une suggestion de Youth, qui a proposé de n'utiliser que deux accords pour composer la chanson. De structure simple couplet - refrain répétés, il évoque la recherche du bonheur et la nécessité pour l'Homme de jouir de la liberté individuelle.
European Super State
Cette chanson se singularise par l'utilisation, nettement plus perceptible que dans le reste de l'album, des claviers sur un rythme electro. Certains critiques ont conclu que le texte est à prendre au second degré, et qu'il constituerait une dénonciation d'une forme de « super État européen » sécuritaire, voire totalitaire. Au contraire, il ressort des diverses interviews accordées par Coleman que ce dernier et son confrère guitariste Geordie Walker souhaitent réellement voir émerger une Europe plus forte sur la scène internationale, basée sur la « morale chrétienne » et l'« intellect gréco-romain » ; une sorte d'Europe des Lumières, qui fournirait une alternative crédible aux civilisations américaine et chinoise dominantes, en impliquant chaque citoyen dans la vie politique.
This World Hell
Le titre de ce morceau compare le mode actuel à un « enfer ». Coleman déplore l'inaction et la résignation d'une majorité de la population tandis que la nourriture vient à manquer, et à séparer ainsi le monde en deux catégories principales : ceux qui bénéficient d'une alimentation de qualité et ceux qui ne peuvent plus subvenir correctement à leurs besoins.
Endgame
Endgame dépeint la fin de la civilisation actuelle, se présentant comme une « représentation tridimensionnelle de la fin du monde » (« a three-dimensional screening of the end of the world »
The Raven King
Le morceau The Raven King tire son nom de Paul Raven, qui a longtemps été le bassiste de Killing Joke et est mort peu de temps avant le début du projet Absolute Dissent. L'idée d'écrire un morceau en mémoire du musicien est due à Youth, qui l'a remplacé au sein de la formation. Coleman précise que les paroles ne sont pas précisément biographiques, mais constituent une sorte de résumé des idées et aspirations de Raven.
Honour the Fire
La mention Honour the Fire, titre du neuvième morceau, est présente sur le livret de l'album Democracy sorti en 1996. Il s'agit de l'une des nombreuses devises et locutions dont le groupe a parsemé ses albums au fil des années. Le « feu » évoqué dans le titre est, selon Coleman, une sorte de force indépendante qui serait à l'œuvre au sein du groupe, « une entité séparée et autonome qui se crée, s'engendre et se donne vie elle-même ».
Depthcharge
Depthcharge est un morceau assez typique du metal industriel de la période Pandemonium (milieu des années 1990). Il parle de l'influence des transformations apportées par l'Homme à la Terre sur le temps et l'espace, dont l'un des corollaires serait l'inversion du champ magnétique de la Terre. Cette accélération, décrite dans les théories de Terence McKenna, est également le thème central du morceau Timewave, ajouté au répertoire du groupe en 2008 et écarté de la sélection finale de l'album.
Here Comes the Singularity
L'avant-dernier titre de l'album reprend la même thématique que le précédent, dans un style musical nettement moins agressif. Il parle plus directement d'une certaine « singularité » dans laquelle certains chercheurs et mystiques voient la conclusion logique du calendrier maya : une époque où tout ce qui est imaginable deviendrait possible.
Ghosts of Ladbroke Grove
Ce titre, composé par Youth, est un dub évoquant le quartier de Ladbroke Grove, à Londres, quartier qui a vu naître la seconde vague du punk rock et où des groupes majeurs comme The Clash et Killing Joke ont fait leurs débuts. Le morceau, à l'ambiance sombre et nostalgique, parle des « fantômes » qui hantent le lieu : ceux des musiciens, de la famille et des amis décédés ou éparpillés mais aussi celui d'une forme de rébellion contre l'ordre établi.

## Réception critique
L'album a remporté le prix de l'album de l'année (Album of The Year) lors des Metal Hammer Golden Gods awards britanniques de 2011.